# Данієль Бенулеску
Даніє́ль Бенуле́ску (рум. Daniel Bănulescu; * 31 серпня 1960, м. Бухарест, Румунія) — румунський письменник, поет і драматург. Є членом Спілки письменників Румунії. Активний як письменник від 1993 року по теперішній час.